# 新竹金山寺
24°46′39.6768″N 121°0′54.8562″E / 24.777688000°N 121.015237833°E
新竹金山寺，俗稱客家人寺、客人仔寺，位於臺灣新竹市東區科園里，在新竹科學園區一期住宅區東側與園區三期交界，寺之東側緊鄰國立新竹科學園區實驗高級中等學校。金山寺主祀為觀音菩薩，同祀有天上聖母，殿內兩旁有十八羅漢，現為單進三開間建築。該寺為新竹市市定古蹟。

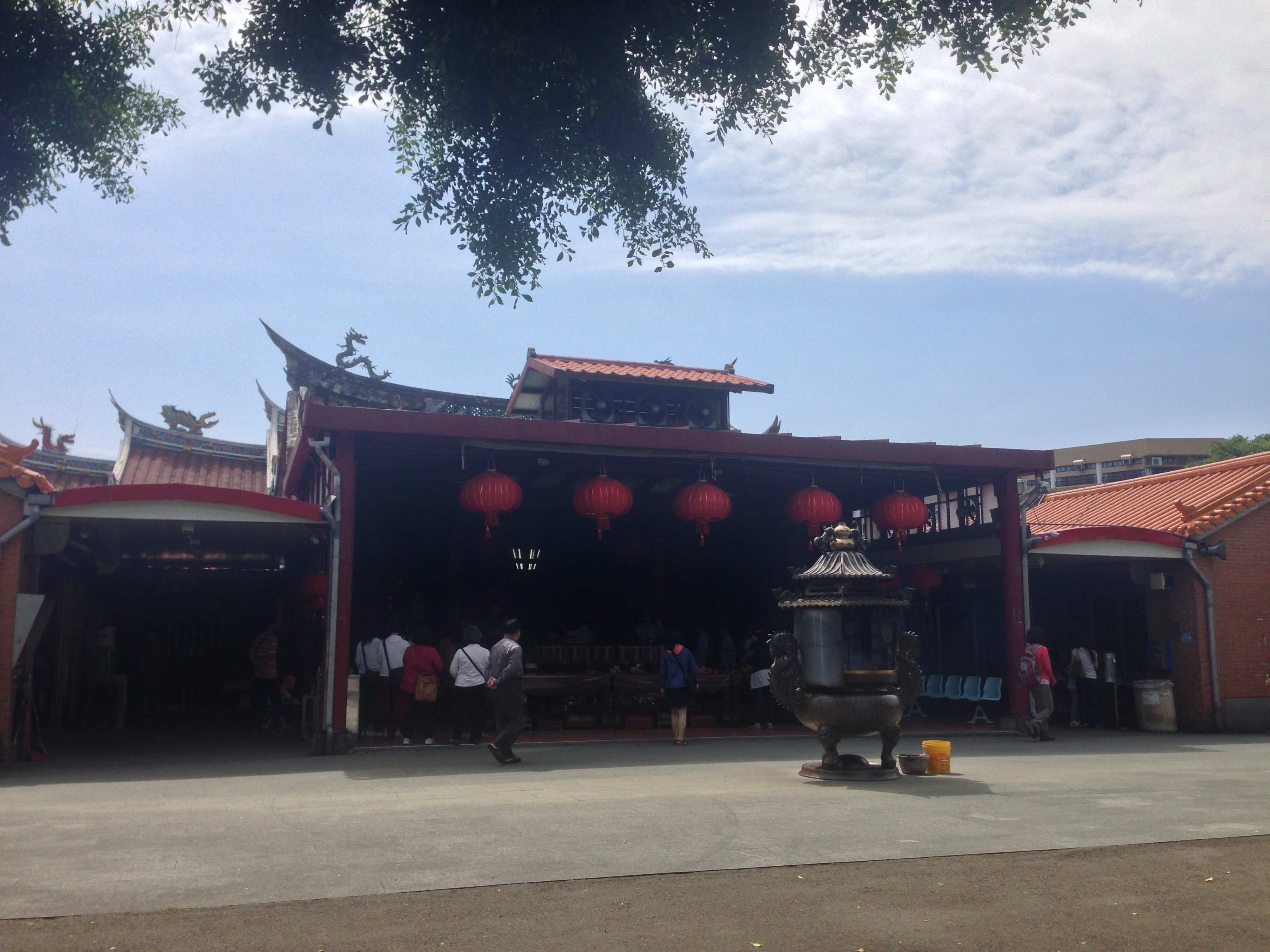
金山寺的廟埕

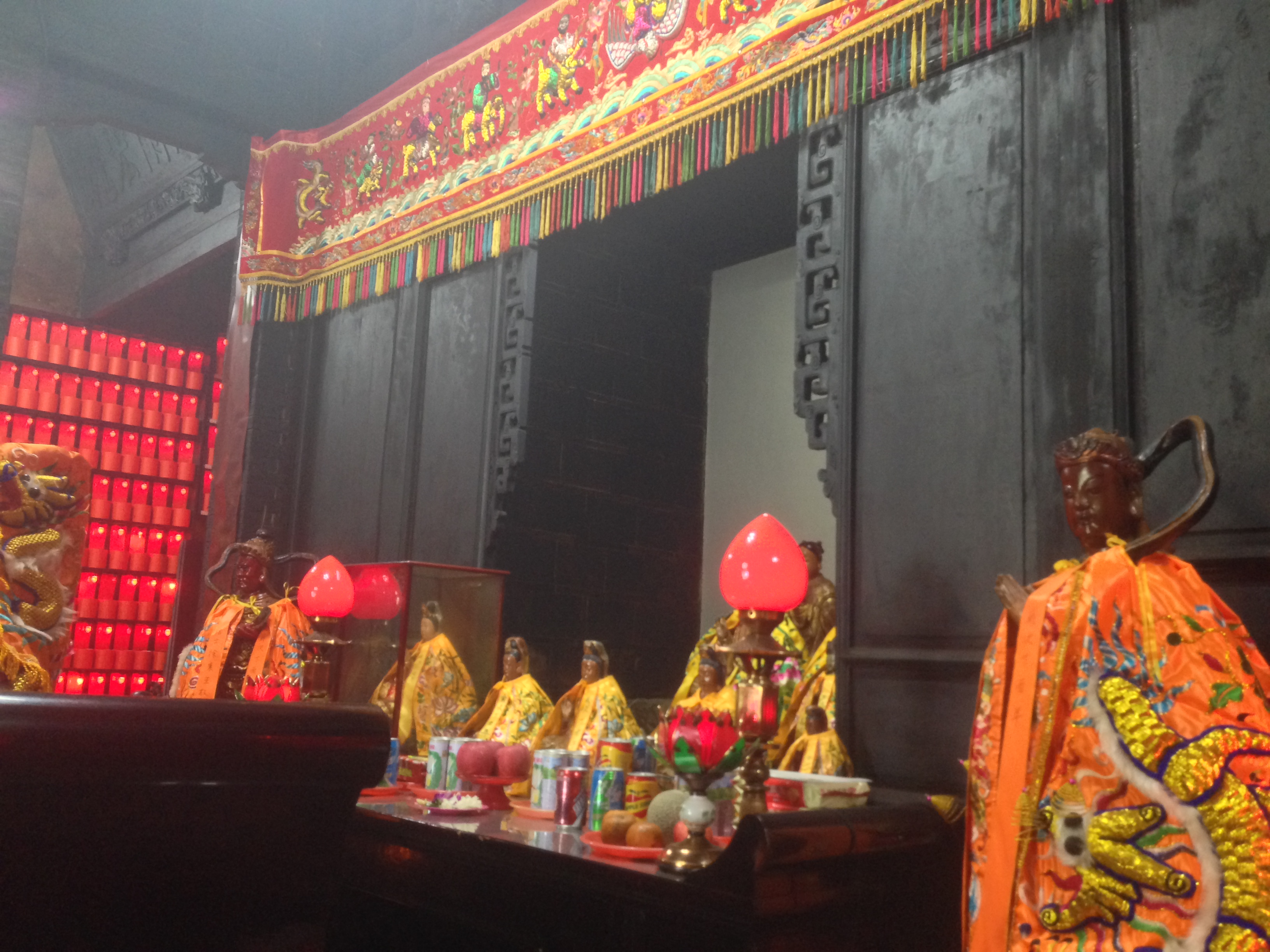
供奉之神像

## 沿革
金山寺是古代金山面地區的中心。金山面原為漢番交界的丘陵地，「根據淡新檔案記載，一直到乾隆三十七年（1772）才有來自六張犁（今竹北六家）的客家人林特魁與竹塹城閩籍「林泉興」郊號合組「林合成」墾號向竹塹社請墾金山面。」（吳慶杰:33）
金山寺的前身「香蓮庵」即是由墾號「林合成」所建，土地由墾首郭家所捐，建於咸豐三年（1854年），供奉觀音菩薩。寺廟建寺後因該地有冷水坑之泉水圍繞，故改名為「靈泉寺」。光緒十四年正月（1889年）墾號金廣福與林汝梅等人捐款重修後又改稱「長清禪寺」。
1895年乙未戰爭時，台灣人與日軍在金山面交戰，「長清禪寺為附近百姓提供之糧食儲存之地，以支援義軍抗日，卻在戰爭中遭日軍焚毀」（吳慶杰:39）。明治三十年（1897年）閩人楊標集資重建。可能在此時因所在地為「金山面」聚落而稱金山寺，寺中「開臺金山寺」匾額可能也是在此次重建中作的:41。
中華民國接管臺灣後，1955年附近設立坪埔營區，「設立時因未興建監獄，佔用金山寺右廂房成為監禁犯法軍人的臨時監獄」有十五、六年之久，對金山寺打擊很大（吳慶杰:43）。
1980年科學園區成立時曾考慮將金山寺也徵收為工業區，經居民強烈抗議後保留:43。金山寺周圍原有客家聚落被拆遷，1983年實驗中學在金山寺東側設立。1985年金山寺經公告成為「臺閩地區第三級古蹟」。1986年科管局委託中原建築研究所規劃修護，依1897年模樣重修。修護於1990年4月動工，1991年6月完工:43。
寺中供奉的佛像是屬「佛教禪宗臨濟宗所衍生出的龍華派齋教系統」。金山面山為竹塹城的少祖山，自竹塹城遠望有「形開金面」（山圓屬金）之勢，與中國及台灣稱為金山或金面命名的地名山名屬同一命名法，故與禪宗正宗鎮江金山寺有相同的地理環境，亦與鎮江金山寺及其他禪宗叢林相同朝向西方極樂世界，匾額開台金山寺並非單純的指地名而言。

## 建築特色
金山寺1991年重修為1897年之模樣，是一單進三合院式建築，並大量使用磚材，其中有一部分為空心磚，用於磚柱部分。磚柱，木樑，木桁，斗子砌牆，白灰壁內牆。而在步口廊前面有一八角形石柱，名稱有石佛柱、出食台柱:44、施食臺、供食臺柱、供食台等，用以佈施孤魂野鬼。高111.3公分，正八角柱邊長12公分。柱上刻有蓮花花樣，並刻有「香蓮庵」、「咸豐壹拾年」等字樣，應立於1860年:33-34。柱上留有乙未戰爭時的彈孔:44-45。

## 延伸閱讀

### 線上地圖
- . 文化部文化資產局. （原始内容存档于2020-08-09）.。
- , 內政部, 2007-05  [2011-06-11], ISBN 978-986010422-6, （原始内容 (Flash)存档于2020-08-09）[政府出版品統一編號：3109601960。比例尺：1:15,000]
- (PDF), 新竹科學工業園區管理局, 2009-05-30  [2011-06-11], （原始内容存档 (PDF)于2020-08-09） （中文及英语）。無比例尺。

### 圖片
- 臺灣客家文化中心籌備處, , 客家傳統建築影像數位典藏網, 2010  [2011-06-12], （原始内容存档于2011-06-30） 整理註明許多金山寺建築物的圖片。

### 文字資料
- , 地名檢索系統 (中華民國行政院內政部),   [2011-06-11], （原始内容存档于2020-08-09）。介紹金山面地名沿革。
- 何應佑等, , 矽谷幽蘭-金山面 (2001國際學校網界博覽會), 2000  [2011-06-11], （原始内容存档于2013-05-03） （中文及英语）。由實驗國小老師何應佑與學生完成。參考吳慶杰之資料，程度較簡單。
- . . 竹塹文獻雜誌 (新竹市政府文化局). 2003, (26)  [2011-06-11]. （原始内容存档于2011-08-21）.。介紹金山寺所在的舊地區金山面。歷史文獻較簡略。除金山寺外還介紹冷水坑溪、五步哭山、風空、柯壢坑、三期安遷戶社區等。
- 中原大學建築研究所歷史與理論研究室. . 台北市: 臺灣商務印書館. 1987.[永久]（國家文化資料庫系統識別號:0006333579）
- 漢光建築師事務所. . 新竹市: 新竹市政府. 1993.
- 徐裕健. . 新竹市: 新竹市文化局. 2008.